# 프로젝트 관리 조직
프로젝트 관리 조직(영어: project management office)은 프로젝트 관리 능력을 향상시키고 발전시키기 위한 실질적인 사항을 제시하여 주는 프로젝트 근간의 조직으로 프로젝트 관리 관행들을 표준화하고, IT 프로젝트 포트폴리오 관리를 촉진해 주며, 반복적인 프로세스를 위한 방법론을 결정하는데 필요한 기본구조를 제공하고 있다.

## 정의
프로젝트 관리 관행들을 표준화하고, IT 프로젝트 포트폴리오 관리를 촉진해 주며, 반복적인 프로세스를 위한 방법론을 결정하는데 필요한 기본구조를 제공하는 것으로 프로젝트 관리 조직(PMO)을 운영한다는 논리는 해당 회사의 프로젝트 관리 방법을 공식화하는 것으로 정의된다.

## 수반 활동
- 기획
- 위험(risk) 측정
- 이용가능한 자원의 산정
- 작업 분류 체계(Work Breakdown Structure;WBS)의 작성
- 필요한 인적, 물적 자원 확보
- 비용 산정
- 팀원에의 작업 할당
- 진척 관리
- 목적에 따른 결과가 도출되게끔 작업의 방향성을 유지
- 달성한 결과를 분석

## 목적
산업분야 업무 및 컨설팅, IT 프로젝트 수행 및 감리 경험을 바탕으로, 프로젝트 창출부터 종결까지 전체 라이프사이클을 체계적으로 관리할 수 있는 프로젝트 관리 조직(PMO)이지만 프로젝트 관리의 개념이 확립되기 이전에 프로젝트 진행은 경험이 많은 사원 스스로의 감과 같이 진행자의 개성에 의존하는 부분이 많았다. 프로젝트 관리 방법을 사용하는 것으로 기술의 전달이나 표준화가 가능하게 되어 프로젝트 성과가 보다 높아지게 되었다. 간트 차트 등을 포함하는 프로젝트 관리 제품을 이용하는 것으로 효율적인 업무수행이 가능하게 되었기 때문에 프로젝트 관리 조직(PMO)에는 2가지 기본 모델이 있다.
첫 번째는 컨설턴트 역할을 하는 것으로 각 사업부문의 프로젝트 관리자들에게 훈련, 지침, 베스트 프랙티스 등을 제공한다. 두 번째는 중앙집중형 버전으로 프로젝트 관리자들이 IT 부서에 속해 있으면서 프로젝트별로 각 사업부문에 파견되는 형태를 띠고 있다.
프로젝트 관리 조직(PMO)이 조직되고 인력이 수급되는 방식은 타겟 목표, 전통적인 강점, 기업문화 등 조직의 수많은 변수에 따라 달라진다.
조직의 문화에 일치하는 프로젝트 관리 조직(PMO)이 설치될 경우, CIO(최고기술경영자 혹은 최고정보책임자)는 그 프로젝트 관리 조직(PMO)을 통해 CFO(재무담당 최고책임자) 및 내부 고객 양쪽을 모두 만족시키는 전략적 IT 프로젝트를 전달할 수 있을 것이다. 장기적으로 볼 때 CIO는 PMO가 충분한 효과를 낼 수 있도록 3년 정도의 시간을 허락해야만 한다. 프로젝트 관리 조직(PMO)은 자원을 더 잘 관리하도록 해 주고, 프로젝트가 실패하는 비율을 낮춰주며, 최대의 투자효과를 내는 프로젝트들을 지원함으로써 조직 전체의 돈을 절약할 수 있다.

## 역사
종래의 프로젝트 관리는 품질, 원가, 납기(QCD)의 관리활동이라고 여겨져 각각의 독립된 요소로 밖에 생각하지 않았다.
지금과 같은 프로젝트 관리 개념이 확립된 것은 냉전기의 미국 국방성으로 알려져 있다. 소련의 유인 로켓의 발사로 선수를 뺏겨 위기감을 느낀 미국 국방성은 군사 프로젝트의 프로세스를 보다 빠르게 하기 위해 프로세스를 체계화하여 정리했다. 1958년에는 '폴라리스 프로젝트'에서 "Program Evaluation and Review Technique(PERT)"가 개발되었다. 같은 시기에 듀퐁사에서도 "Critical Path Method(CPM)"라 부르는 기법이 개발되었다. 그리고 '고객관계관리'라고 하는 기업이 고객과 관련된 내외부 자료를 분석·통합해 고객 중심 자원을 극대화하고 이를 토대로 고객특성에 맞게 마케팅 활동을 계획·지원·평가하는 과정이 생겨나면서 "customer relationship management(CRM)"라는 기법에 주목하게 되었다.
또한 썬 라이프 금융사의 미국 자회사의 경우, CIO 짐 스미스는 5년 전에 프로젝트 관리 조직(PMO)을 도입했는데, 그 근본 목적은 “Y2K에 필요한 그런 종류 원칙들과 프로젝트 관리 프로세스를 구현하기 위해서였다.”고 말한다. 이 회사의 프로젝트 관리 조직(PMO)은 그 효율성을 판단하기 위해 3가지 평가기준을 사용한다. 다시 말해 비용 추정치의 정확성, 스케줄 추정치의 정확성, 프로젝트 이해당사자들의 만족도다. 그리고 현시점에서 모든 평가기준을 따져봐도, 그 프로젝트 관리 조직(PMO)은 성공적이다. 2001∼2002년 사이, 각 기준의 평가수치는 각각 20%, 31%, 9% 높아졌기 때문으로 평가하고 있다.
한국에서의 민간 정보화 감리 제도는 정보통신기반보호법에 따라 지정된 주요 정보통신기반시설을 대상으로 적용하는 방안이 마련 중이다. 금융·통신·에너지의 데이터센터와 기반 시설 내에서 이뤄지는 개별 시스템구축 사업과 운영 유지관리 사업이 해당된다.
점검 범위는 취약점분석평가에서 확대해 기능 정확성, 테스트 적절성, 시스템 변경절차 적절성, 장애와 시스템 오류 관리 적절성 등이다. 기존 취약점 분석평가에서는 물리적·기술적·관리적 보안과 절차·방법에 대해 점검이 이뤄졌다. 점검 주체는 내부 감리인이나 외부 감리법인이고 시스템 구축 사업은 일회성으로 유지관리 사업은 정기적으로 진행하는 방안이 검토된다.
프로젝트관리조직(PMO)과 취약점분석평가 등을 적용하는 데 감리까지 의무 적용하도록 하는 것은 지나친 규제라는 볼멘소리도 나오고 있어 시행까지는 상당한 진통이 예상되지만 미래창조과학부는 금융·통신회사의 개인정보 유출 등 보안사고가 급증함에 따라 민간에 국가정보화 사업 감리제도를 적용하는 방안을 마련하고 있다고 2014년 5월 1일 밝혔다.
한국정보화진흥원 중심으로 2014년 연말까지 도입방안 마련을 위한 연구용역을 진행한 후 2015년 해당 업계와 감리업계 대상으로 공청회를 실시, 이르면 2016년부터 시행할 방침이다.

## 프로젝트 관리 지식 체계
현재 미국의 비영리법인인 프로젝트 관리 협회(Project Management Institute;PMI)가 제정한 "프로젝트 관리 지식 체계(Project Management Body of Knowledge;PMBOK)"가 가장 널리 알려져 있다. PMBOK(피엠복)은 최신의 연구결과를 바탕으로 4년마다 개정을 지속하고 있다.
프로젝트 관리 지식 체계(PMBOK)는 프로젝트를 아래의 관점에서 분류해 관리하려 한다.
1. 통합관리 (Project Integration Management)
2. 범위관리 (Project Scope Management)
3. 일정관리 (Project Time Management)
4. 원가관리 (Project Cost Management)
5. 품질관리 (Project Quality Management)
6. 인적자원관리 (Project Human Resource Management)
7. 의사소통관리 (Project Communications Management)
8. 위험관리 (Project Risk Management)
9. 조달관리 (Project Procurement Management)
10. 이해관계자관리 (Project Stakeholder Management)

## 관리와 운영의 분리
정보 시스템 개발 프로젝트 등에 있어서 그 성공여부가 중요한 경영과제로 됨에 따라 앞으로 그 중요성이 점점 증대될 것이 예상됨에 따라 프로젝트 관리자에 의해 보다 경영의 시점에 입각한 관리능력이 요구되고 있다.
한편, 정보 시스템은 점점 대규모화됨에 따라 프로젝트 수행에 있어서 고도의 기술지식이 요구될 때도 많다.
이 때문에 프로젝트 관리는 프로젝트 관리자(Project Manager;PM)에게 프로젝트 수행은 프로젝트 리더(Project Leader;PL)에게 분담시키는 케이스도 늘고 있다. 이것은 경영에 있어서 CEO(최고경영자)와, COO(최고집행책임자)의 업무분담과 아주 비슷하며, 프로젝트에 관한 의사결정은 PM이 그 수행을 PL이 한다. 기업의 정보전략에 관한 책임자인 CIO(최고정보책임자)가 프로젝트 관리자를 겸하는 경우도 많다.

## 관련 자격증
- PMP(Project Management Professional) - PMI가 주최하는 PMBOK에 준거한 인정시험

2018-03-29
M*51400891
Hongri JIN

## 같이 보기
- 프로젝트 관리(PM)
- 프로젝트 관리 지식 체계
- CRM(고객관계관리)
- 시간 관리

## 참고자료
- 《PMO 이해를 위한 탐구 브리이언 홉스》, 모니크 오브리 저, 사단법인 PMI한국챕터 역, PMI한국챕터(2012년판)